# ام‌وی فاینا
ام‌وی فاینا (به انگلیسی: MV Faina) یک کشتی است که طول آن ۱۵۲٫۵ متر (۵۰۰ فوت ۴ اینچ) می‌باشد. این کشتی در سال ۱۹۷۸ ساخته شد.